# Canton de Ruynes-en-Margeride
Le canton de Ruynes-en-Margeride était une division administrative française, située dans le département du Cantal en région Auvergne. Il a été supprimé en 2015 à la suite du redécoupage des cantons du département.

## Histoire
Le canton a été supprimé en 2015 à la suite du redécoupage des cantons du département. Les 13 communes font désormais partie du nouveau canton de Neuvéglise-sur-Truyère.

## Composition
Le canton de Ruynes-en-Margeride regroupait 13 communes :
- Celoux
- Chaliers
- Chazelles
- Clavières
- Faverolles
- Lorcières
- Loubaresse
- Rageade
- Ruynes-en-Margeride
- Saint-Just
- Saint-Marc
- Soulages
- Védrines-Saint-Loup

## Représentation

### Conseillers généraux de 1833 à 2015
| Période | Période          | Identité                                          | Étiquette             | Qualité |
| ------- | ---------------- | ------------------------------------------------- | --------------------- | --- |
| 1833    | 1848             | Pierre Lamouroux de Pompignac (1796-1848)         |                       | Avocat puis Procureur du Roi à Saint-Flour                                                                                            |
| 1848    | 1861             | Vital Julien Hippolyte Torette (1807-1901)        |                       | Juge au Tribunal civil de Saint-Flour, conseiller d'arrondissement                                                                    |
| 1861    | 1870             | Félix-François Bertrand                           | Conservateur          | Président du Tribunal de Saint-Flour Sénateur (1876-1882)                                                                             |
| 1870    | 1874 (décès)     | Marie Honoré Eugène Alègre                        |                       | Avocat, propriétaire du château de Ligonès, près de Ruines                                                                            |
| 1874    | 1877             | Martin Roussel Lamouroux de Pompignac (1820-1902) | Droite                | Colonel de gendarmerie |
| 1877    | 1889             | Pierre-Martin Douet                               | Républicain modéré    | Propriétaire à Ruines, conseiller d'arrondissement                                                                                    |
| 1889    | 1933 (décès)     | Pierre Hugon                                      | Rad.                  | Médecin de campagne Député (1898-1910 et 1914-1919) Maire de Ruynes-en-Margeride (1912-1929) Président du Conseil Général (1928-1933) |
| 1934    | 1937             | Pierre-Justin Albisson                            | Rép. Gauche           | Négociant à Faverolles |
| 1937    | 1940             | Maurice Montel                                    | JR                    | Ingénieur Travaux Publics et assureur Député (1936-1942), conseiller d'arrondissement                                                 |
|         |                  |                                                   |                       | |
| 1945    | 1976             | Maurice Montel                                    | SFIO puis DVG         | Maire de Ruynes-en-Margeride (1959-1977) Député (1936-1942 et 1945)                                                                   |
| 1976    | 1995 (démission) | Louis Clavillier                                  | DVD puis UDF-PR       | Éleveur Maire de Ruynes-en-Margeride (1977-1996) Président du syndicat mixte Garabit-Grandval                                         |
| 1996    | 1997             | Louis-François Fontant                            | DVD                   | Exploitant agricole Maire de Faverolles                                                                                               |
| 1997    | 2015             | Louis Clavillier                                  | DVD puis UDF puis UMP | Maire de Ruynes-en-Margeride (1977-1996) Président du syndicat mixte Garabit-Grandval                                                 |

### Résultats électoraux détaillés
- Élections cantonales de 2001 : Louis Clavilier (UDF) est élu au 2e tour avec 67,09 % des suffrages exprimés, devant Marc Petitjean (Divers gauche) (32,91 %). Le taux de participation est de 82,82 % (2 314 votants sur 2 794 inscrits)[6].
- Élections cantonales de 2008 : Louis Clavilier   (UMP) est élu au 1er tour avec 56,8 % des suffrages exprimés, devant Gerard  Delpy  (Divers gauche) (43,2 %). Le taux de participation est de 87,66 % (2 387 votants sur 2 723 inscrits)[7].

### Conseillers d'arrondissement (de 1833 à 1940)
| Période                                  | Période      | Identité                                                | Étiquette   | Qualité |
| ---------------------------------------- | ------------ | ------------------------------------------------------- | ----------- | --- |
| 1833                                     | 1848         | Vital Julien Hippolyte Torette                          |             | Juge au Tribunal de Saint-Flour                                                                             |
| 1848                                     | 1852 (décès) | Pierre Chirol (1804-1852)                               |             | Juge de paix à Ruines                                                                                       |
| 1852                                     | 1861         | Jean Gaillard                                           |             | Maire de Védrines-Saint-Loup                                                                                |
| 1861                                     | 1871         | Jacques Ambroise Édouard Fournier-Montgieux (1825-1873) |             | Juge de paix à Saint-Flour                                                                                  |
| 1871                                     | 1874         | Étienne Paran (1827-1896)                               |             | Cultivateur, maire de Chaliers puis de Loubaresse                                                           |
| 1874                                     | 1877         | Pierre Martin Douet                                     | Républicain | Propriétaire à Ruines                                                                                       |
| 1877                                     | 1886         | Jean Galaud                                             |             | Maire de Ruynes-en-Margeride (1864-1886)                                                                    |
| 1886                                     | 1892         | Robert Albisson (1843-1922)                             | Droite      | Agriculteur, marchand de vin, propriétaire au Chassan, maire de Faverolles                                  |
| 1892                                     | 1919         | Jean-Louis Crozat                                       | Radical     | Maire de Lorcières                                                                                          |
| 1919                                     | 1928         | M. Soulier                                              |             | Médecin |
| 1928                                     | 1934         | Justin Rolland                                          |             | Propriétaire à Clavières                                                                                    |
| 1934                                     | 1937         | Maurice Montel                                          | Radical     | Inspecteur d'assurances à Paris                                                                             |
| 1937                                     | 1940         | Jean Pélissier                                          |             | Maire de Chaliers                                                                                           |
| 1940                                     |              |                                                         |             | Les conseils d'arrondissement ont été suspendus par la loi du 12 octobre 1940 et n'ont jamais été réactivés |
| Les données manquantes sont à compléter. |              |                                                         |             | |

## Démographie
| 1962  | 1968  | 1975  | 1982  | 1990  | 1999  | 2006  | 2011  | 2012  |
| ----- | ----- | ----- | ----- | ----- | ----- | ----- | ----- | ----- |
| 4 584 | 4 281 | 3 756 | 3 342 | 3 141 | 2 950 | 2 752 | 2 686 | 2 654 |